# Samoa tedesche

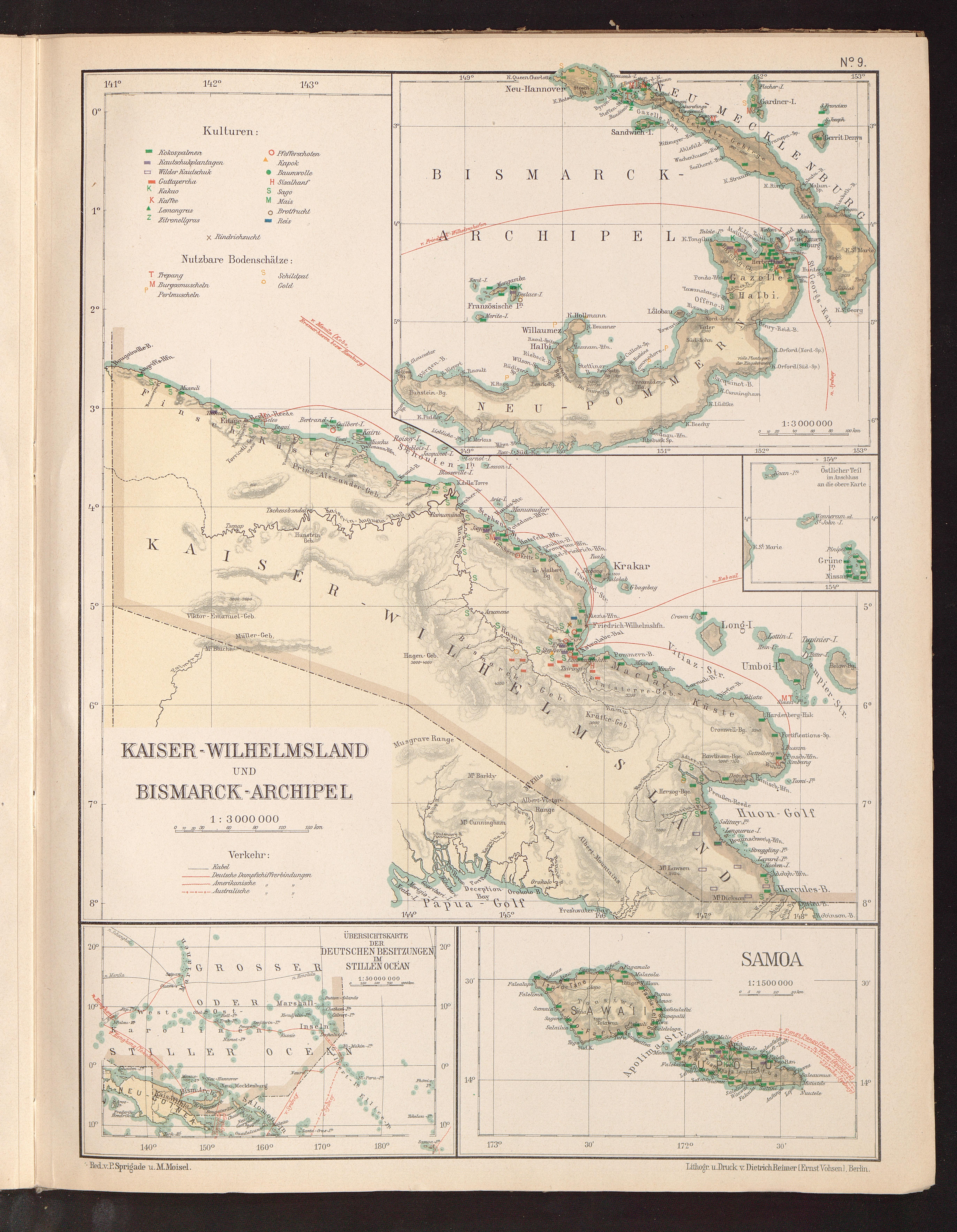
Carta delle Samoa tedesche

Le Samoa tedesche (in tedesco Deutsch-Samoa) furono un protettorato dell'Impero tedesco, istituito nel 1900 nella parte occidentale delle isole Samoa a seguito della Convenzione tripartita. Nel 1919, dopo la sconfitta  nella prima guerra mondiale, furono cedute alla Nuova Zelanda in base al trattato di Versailles.